# Julian Weber (Leichtathlet)
Julian Weber (* 29. August 1994 in Mainz) ist ein deutscher Leichtathlet, der sich auf den Speerwurf spezialisiert hat. Weber ist Sportsoldat. 2022 feierte er mit der Europameisterschaft seinen größten Erfolg.

## Sportliche Karriere
Der damalige Handballer warf erstmals im April 2011 „zum Spaß“ auf dem Werfertag in Saulheim in Laufschuhen und Freizeitkleidung einen 700-Gramm-Speer. Mit 52,27 m übertraf er die Konkurrenz um rund zehn  Meter und qualifizierte sich direkt für die Süddeutschen B-Jugend-Meisterschaften. Vier Wochen später flog sein 800-Gramm-Speer bei den DJMM in Mannheim auf 61,71 m, was gleichzeitig die Qualifikation für die Deutschen A-Jugend-Meisterschaften bedeutete. Stephan Kallenberg (Trainer und Abteilungsleiter beim USC Mainz) nahm ihn fortan „unter seine Fittiche“.
2012 belegte Weber in der U20-Klasse jeweils den 4. Platz bei den Deutschen Winterwurf-Meisterschaften und den Deutschen Jugendmeisterschaften. 2013 wurde er Deutscher Winterwurf-Meister (U20) als auch U20-Europameister in Rieti. 2014 wurde Weber Deutscher U23-Meister und bei den Aktiven Deutscher Vizemeister. 2015 holte Weber Silber bei den Deutschen U23-Meisterschaften.
2016 erzielte er am 20. Juli 2016 in Offenburg mit 88,04 m eine persönliche Bestleistung, womit er Rang vier in der Weltrangliste belegte. Bei den Olympischen Spielen in Rio de Janeiro kam er auf den 9. Platz. Am 27. August 2016 warf er beim Diamond-League-Meeting in Paris 87,39 m, und beim ISTAF Berlin am 3. September 2016 steigerte er seine Bestweite auf 88,29 m, beides Mal belegte er den zweiten Platz.
2017 siegte Weber beim Winterwurf-Europacup in Las Palmas de Gran Canaria mit Meisterschaftsrekord von 85,85 m. Wegen einer Ellbogenverletzung und einem doppelten Bandscheibenvorfall konnte er dann 16 Monate keinen Wettkampf mehr bestreiten. Anschließend kam er bei den Deutschen Meisterschaften 2018 mit 84,62 m auf den vierten Platz.
2019 wurde Weber mit 86,60 m Deutscher Vizemeister. Seine Saisonbestleistung warf er beim European Team Championship in Bydgoszcz mit 86,86 m und holte damit für das deutsche Team 12 Punkte. Weil Bernhard Seifert wegen Formschwäche auf seinen Start verzichtete, konnte Weber bei den Weltmeisterschaften in Doha starten und belegte dort mit 81,26 m den 6. Platz. 
2021 wurde Weber in Abwesenheit des Weltjahresbesten Johannes Vetter zum ersten Mal Deutscher Meister. Bei den Olympischen Sommerspielen in Tokio belegte er mit 85,30 m den vierten Platz. Auf eine Medaille fehlten ihm nur 14 Zentimeter.
2022 stellte er bei den FBK-Games (Teil der World Athletics Continental Tour Gold) im niederländischen Hengelo eine neue Bestleistung von 89,54 m auf. Bei den Weltmeisterschaften 2022 in Eugene wurde er mit 86,86 m Vierter. Bei den Europameisterschaften im Rahmen der European Championships in München gewann er einen Monat später mit einer Weite von 87,66 m die Goldmedaille.
Im Jahr 2023 siegte er beim Speerwurfwettbewerb der Team-Europameisterschaft im Rahmen der Europaspiele. Im Juli wurde er in Kassel zum dritten Mal Deutscher Meister. Zu den Weltmeisterschaften 2023 in Budapest reiste er mit der zweitbesten Weite von 88,72 m an, belegte aber mit 85,79 m zum dritten Mal bei einer großen Meisterschaft nur den vierten Rang. Bei den Europameisterschaften 2024 in Rom führte er bis zum letzten Durchgang, wurde dann noch von Jakub Vadlejch überholt und gewann Silber. Bei den Olympischen Spielen 2024 erreichte er in einem hochklassigen Wettbewerb mit 87,40 m den sechsten Rang.
Am 16. Mai 2025 stellte er mit 91,06 Metern eine neue persönliche Bestleistung beim Diamond-League-Meeting in Doha auf und knackte damit erstmals in seiner Karriere die 90-Meter-Marke. Bereits in einem Versuch zuvor erreichte er eine neue Bestleistung von 89,84 Metern, die er dann nochmals übertraf. Damit gewann er das Meeting vor dem Tokio-Olympiasieger Neeraj Chopra, der mit 90,23 Metern einen indischen Landesrekord aufstellte.

## Jahresbestleistungen
| Jahr | Weite   |
| ---- | ------- |
| 2013 | 79,68 m |
| 2014 | 80,72 m |
| 2015 | 81,15 m |
| 2016 | 88,29 m |
| 2017 | 85,85 m |
| 2018 | 86,63 m |
| 2019 | 86,86 m |
| 2021 | 87,03 m |
| 2022 | 89,54 m |
| 2023 | 88,72 m |
| 2024 | 88,64 m |

## Vereinszugehörigkeit
Weber startet für den USC Mainz. Im Oktober 2018 wechselte er zu Frauen-Bundestrainer Mark Frank nach Rostock. Seit 2020 trainiert er in Potsdam in der Gruppe von Burkard Looks gemeinsam mit U23-Europameisterin Annika-Marie Fuchs und 89-Meter-Werfer Bernhard Seifert.

## Erfolge
National
- Deutscher U20-Winterwurfmeister 2013
- Deutscher U23-Meister 2014
- Deutscher Vizemeister 2014
- Deutscher U23-Vizemeister 2015
- Deutscher Vizemeister 2016
- Deutscher Vizemeister 2019
- Deutscher Meister 2021
- Deutscher Meister 2022
- Deutscher Meister 2023
- Deutscher Meister 2024

International
- U20-Europameister 2013
- 1. Platz (U23) Winterwurf-Europacup 2016
- 9. Platz Olympische Spiele 2016 in Rio
- 3. Platz Diamond League Race 2016
- 1. Platz Winterwurf-Europacup 2017
- 1. Platz Athletics World Cup 2018
- 6. Platz Weltmeisterschaften 2019 in Doha
- 4. Platz Olympische Spiele 2021 in Tokio
- Europameister 2022 in München
- 4. Platz Weltmeisterschaften 2022 in Eugene
- 1. Platz Team-Europameisterschaft/Europaspiele 2023 in Krakau
- 4. Platz Weltmeisterschaften 2023 in Budapest
- Silbermedaille Europameisterschaften 2024 in Rom

## Sonstiges
Sein Bruder Patrick Weber spielt Handball.